# Plocepasser donaldsoni
El tejedor gorrión de Donaldson (Plocepasser donaldsoni) es una especie de ave paseriforme de la familia Passeridae endémica de África Oriental.

## Distribución
Se encuentra únicamente en Kenia, y el sur de Etiopía y Somalia.